# Vorwerk (Sonneberg)
Vorwerk ist eine Ortschaft der Stadt Sonneberg im Landkreis Sonneberg in Thüringen.

## Lage
Das Bergdorf liegt in den Kammlagen des Thüringer Schiefergebirges zwischen Haselbach und Hasenthal.

## Geschichte
In der einschlägigen Literatur konnte der Nachweis zur urkundlichen Ersterwähnung noch nicht nachgewiesen werden. 1560 ist für die Gemeinde der Nachweis erbracht, als ein Herr Vorbergk im Ort urkundlich erwähnt wurde. Er ist dann auch der Namensgeber für den Ort. Früher gehörte die Siedlung zum Amt Gräfenthal. Es bestand aus einer Forstei und einem herrschaftlichen Vorwerk, das im 18. Jahrhundert an die Besitzer des benachbarten Hüttenwerkes Friedrichsthal verkauft wurde. Um 1800 wurde Vorwerk in den Nachbarort Hohenofen eingegliedert. Im Jahr 1922 folgte mit Hohenofen die Eingemeindung nach Haselbach. 2013 arbeiten ein landwirtschaftliches Unternehmen und ein Handwerksbetrieb in dem Ort.